# Lone Star Flight Museum
Il Lone Star Aviation Museum è un museo dedicato alla storia degli aeromobili che si trovava a Galveston nella Contea omonima in Texas presso il Scholes International Airport. Il Museo è un'organizzazione non-profit finanziata interamente attraverso donazioni private, situato su un'area di 10 000 m² e dispone di due hangar per l'esposizione e una pista di volo interna.

## Storia

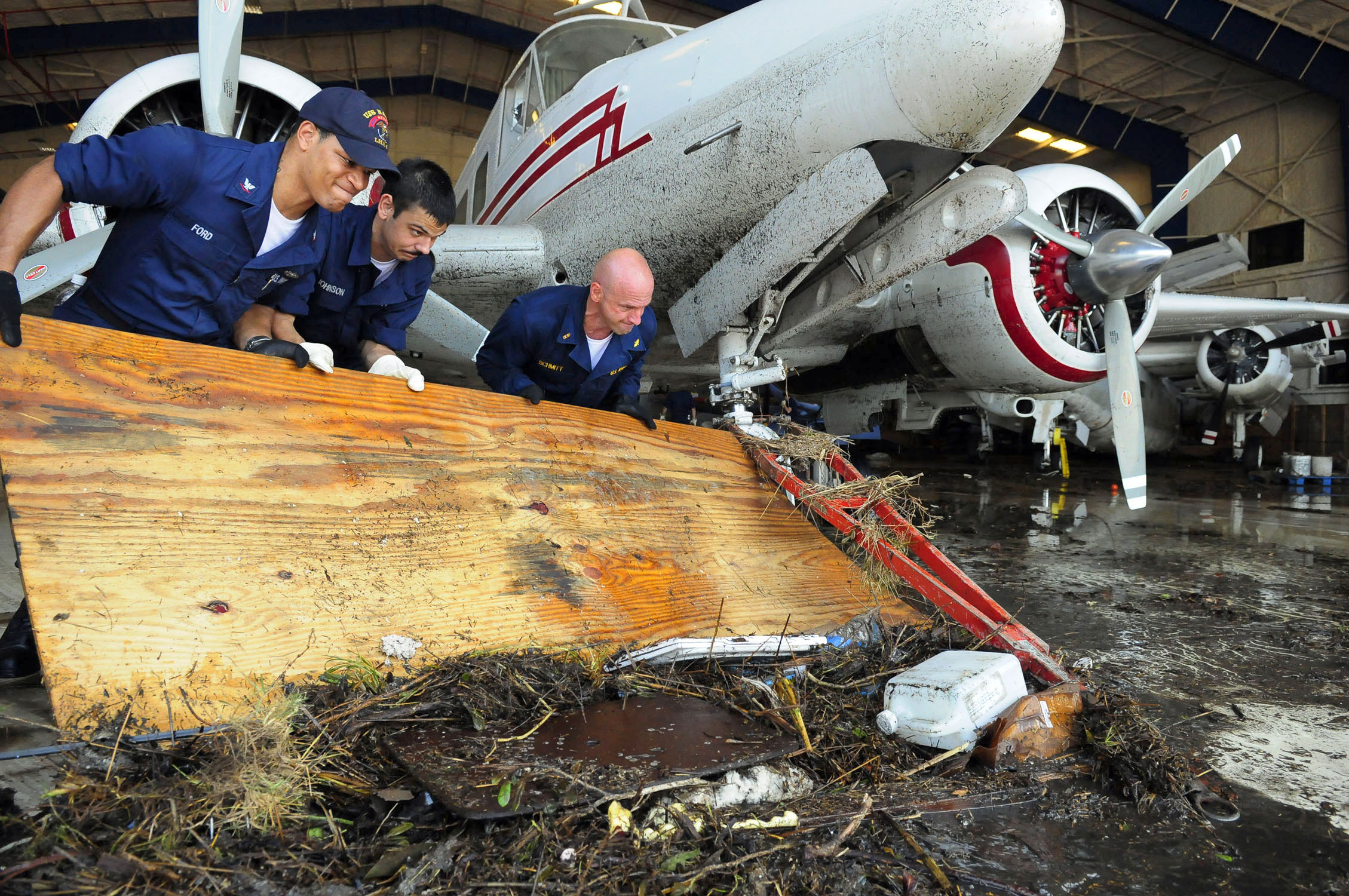
Lavori di manutenzione alle sale espositive del museo dopo il passaggio dell'Uragano Ike.

Il Museo ha iniziato l'attività come una collezione privata di aerei storici nel 1985. Nel 1990 la collezione si era talmente accresciuta che il proprietario decise di esporre gli aerei al pubblico. I velivoli del museo partecipano spesso a esibizioni in volo in tutti gli Stati del paese. A partire dal 2005 essi accumulano annualmente più di 40.000 miglia (60.000 km) in voli di trasferimento per partecipare alle varie dimostrazioni.
Nel 2007 il Museo ha lanciato un programma voli turistici a pagamento, operando con alcuni velivoli come: Boeing B-17 Flying Fortress, North American B-25 Mitchell, North American T-6 Texan e il Boeing PT-17 Stearman. Il 16 settembre 2008 il passaggio dell'Uragano Ike ha lasciato pesanti devastazioni sugli hangar e sui velivoli del museo. Gli aerei danneggiati includevano il TB-58A e l'F-100D ricevuti in prestito dall'U.S. Air Force Museum, Consolidated PBY-5A, De Havilland DH-82A, Grumman F3F-2, Lockheed PV-2D e Stinson L-5. La maggior parte degli aerei atto al volo erano stati trasferiti in volo su altro aeroporto prima dell'arrivo dell'uragano. Quelli rimasti, così come i display statici, risultarono in gran parte distrutti o pesantemente danneggiati. In seguito a tale devastazione la direzione del museo ha preso la decisione di spostarlo sull'aeroporto internazionale di Ellington, a Houston.

### Le attività dei velivoli
Il Republic P-47 Thunderbolt partecipa ai voli USAF Heritage Flight per tutto il tempo dell'anno. Tale programma legato al patrimonio volante dell'United States Air Force. nasce nel 1997 per commemorare il 50º anniversario della forza aerea. Si tratta di caccia che hanno partecipato alla seconda guerra mondiale, alla guerra di Corea e a quella guerra del Vietnam, che volano in formazione stretta durante gli Air Show. Questi voli di propaganda hanno lo scopo di far vedere l'evoluzione dell'arma aerea americana, e di sostenere il reclutamento del personale e gli sforzi per la conservazione del patrimonio storico aeronautico.
Il North American B-25 Mitchell serve strettamente nel programma di aiuto ai veterani americani disabili denominato DAV Airshow Outreach Program. Questo programma è stato sviluppato appositamente per aumentare la visibilità, agli occhi dell'opinione pubblica, dei veterani disabili e servire ad essi nelle comunità di tutta la nazione. Utilizzando due bombardieri medi B-25, ricorda al pubblico i sacrifici che essi hanno compiuto per la nazione.
Il 23 ottobre 2013 il TF-51 Mustang "Galveston Gal" del museo è precipitato durante un volo sull'Halls Lake, situato poco più a sud ovest della sede del museo. Il pilota e il passeggero britannico pagante sono rimasti uccisi nell'impatto al suolo.
La collezione del museo comprende circa 40 velivoli, tra volanti ed in esposizione statica.

## Esposizione
- Beechcraft AT-11 Kansas
- B-17G Flying Fortress Thunderbird

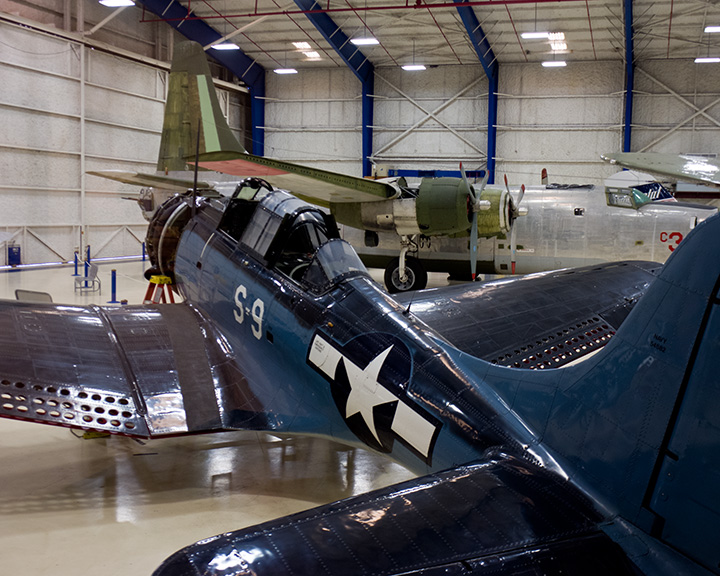
Il Douglas SBD Dauntless in una foto del 2012.

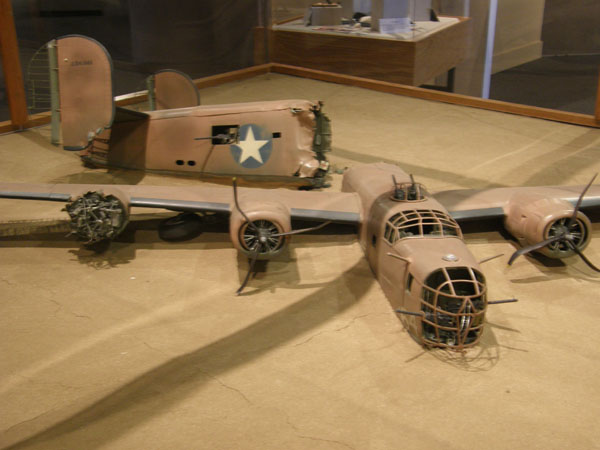
Un diorama che illustra lo stato di ritrovamento del Consolidated B-24 Liberator "Lady Be Good" nel deserto libico.

- Chance-Vought F4U-5NL Corsair n/c121823
- Consolidated PB4Y-2S Privateer[6]
- Consolidated PBY Catalina
- Convair TB-58A Hustler[7][8]
- de Havilland DH.82A Tiger Moth
- Douglas A-1 Skyraider
- Douglas A-20G Havoc
- Douglas DC-3
- Douglas SBD-5 Dauntless
- Grumman F3F-3
- General Motors FM-2 Wildcat
- Grumman F6F-5 Hellcat
- Grumman F8F Bearcat
- Grumman S-2A Tracker
- Grumman TBF Avenger[7]
- Hawker Hurricane MK.IIB[N 6]
- Lockheed PV-2 Harpoon[7]
- Lockheed P2V Neptune
- Lockheed P-38L Lightning
- Mikoyan-Gurevich MiG-21 Fishbed
- North American B-25J-30NC Mitchell[N 7]
- North American F-100D Super Sabre[7]
- Republic P-47D-40RA Thunderbolt[N 8]
- Stinson L-5 Sentinel[7]
- Supermarine Spitfire LF Mk.XVI[7]

## La Texas Aviation Hall of Fame
La Texas Aviation Hall of Fame, situata all'interno del museo, onora il contributo dato dai residenti a dai nativi del Texas al mondo dell'aviazione e del volo spaziale. La lista include tra gli altri l'industriale Howard Hughes, l'astronauta Alan Bean, il senatore Lloyd Bentsen, e il presidente degli Stati Uniti George H. W. Bush. si tratta di una raccolta di ricordi, foto e documenti che ripercorrono la storia dell'aviazione, nonché di una serie di motori perfettamente restaurati e sezionati per l'esposizione.

### Annotazioni
1. ↑  Nelle vicinanze del museo si trovano anche il Schlitterbahn Galveston Island Waterpark e il Moody Gardens.
2. ↑  L'hangar e la "Hall of Fame" sono stati sommersi da sette o otto piedi di acqua mentre la pista di volo da tre o quattro.
3. ↑  Inclusi B-17, B-25, DC-3, P-47, F6F, F4U, SBD, PT-17, T-6 e l'F8F.
4. ↑  Tale trasferimento prevede anche una stretta collaborazione con la Collings Foundation e le Texas Flying Legends al fine di creare un complesso museo dell'aviazione combinato.
5. ↑  I velivoli che vi partecipano spaziano dal North American P-51 Mustang al North American F-86 Sabre.
6. ↑  Velivolo danneggiato prima durante il Lone Star Flight Museum Airshow del 26 aprile 2008 e poi dall'uragano Ike il 13 settembre dello stesso anno.
7. ↑  Il North American B-25 n/c 44-86734 e "The Official B-25 of the Doolittle Raiders Association".
8. ↑  Si tratta dell'esemplare n/c 44-90368 Tarheel Hal.

### Fonti
1. 1 2 3  Callaro 2007, p. 73.
2. ↑  Lezon, Dale and Tolson, Mike Storm takes toll on aviation history: Rare artifacts were damaged in rising tide of saltwater, Houston Chronicle, 2008-09-28, retrieved 2009-09-29.
3. ↑  Lone Star Flight museum moving inland to Ellington - Houston Chronicle.
4. ↑  Passenger in vintage plane crash was tourist from United Kingdom | khou.com Houston Archiviato il 24 ottobre 2013 in Internet Archive..
5. ↑  http://www.foxnews.com/us/2013/10/23/2-killed-after-museum-wwii-era-plane-crashes-in-texas/.
6. 1 2 3 4  Callaro 2007, p. 76.
7. 1 2 3 4 5 6  Velivolo danneggiato dall'uragano Ike il 13 settembre 2008.
8. ↑  Callaro 2007, p. 78.
9. ↑  Lone Star home of the Texas Aviation Hall of Fame Archiviato il 5 novembre 2014 in Internet Archive..

### Periodici
- Luigino Callaro, n. 3, Roma, agosto 2007,  pp. 72-77.